# Hannes Daube
Hannes Daube (né le 5 janvier 2000) est un joueur de water-polo américain. Il a participé aux Jeux olympiques d'été de 2020.
Hannes Daube est né aux États-Unis d'une mère allemande et d'un père néo-zélandais. Il a joué au water-polo universitaire à l'Université de Californie du Sud.